# Aracaju
Aracaju este un oraș în Sergipe (SE), Brazilia. 